# 梁瀬駅
梁瀬駅（やなせえき）は、兵庫県朝来市山東町滝田西浦にある、西日本旅客鉄道（JR西日本）山陰本線の駅である。

## 概要
山陰本線京都側から最初の兵庫県の駅となる。
以前は一部急行列車が停車していたが、特急へ格上げの際停車駅から外され普通列車のみ停車となった（2013年3月16日ダイヤ改正で、玄武洞駅通過の普通列車が「快速」名義となったため、この駅も一応快速停車駅となった）。

## 歴史
- 1911年（明治44年）10月25日：鉄道院播但線支線福知山駅 - 和田山駅間開通時に開設[1]。客貨取扱開始[2]。
- 1912年（明治45年）3月1日：線路名称改定。播但線福知山駅 - 和田山駅 - 香住駅間が山陰本線に編入、当駅もその所属となる。
- 1963年（昭和38年）3月1日：貨物取扱廃止[2]。
- 1984年（昭和59年）10月1日：簡易委託駅化[3]。
- 1987年（昭和62年）4月1日：国鉄分割民営化に伴い、西日本旅客鉄道（JR西日本）の駅となる[2]。
- 2022年（令和4年）10月1日：組織改正に伴い、近畿統括本部福知山管理部管轄となる。

## 駅構造

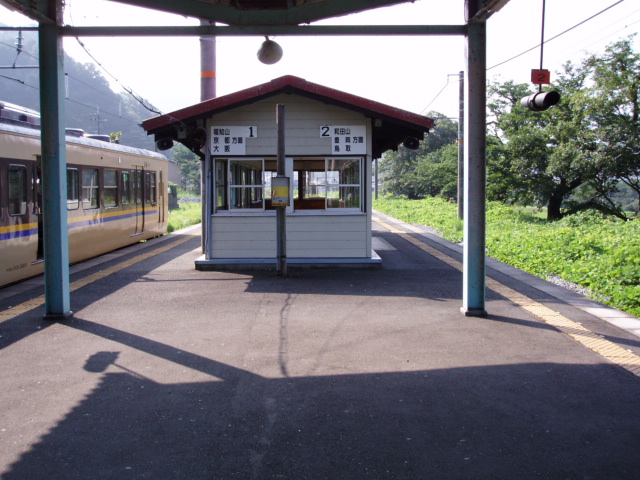
ホーム（2006年8月）

島式ホーム1面2線を有する列車交換可能な地上駅。開業当時からの駅舎は線路北東側にあり、駅舎からホームへは跨線橋で連絡している。なお、当駅は1線スルーにはなっておらず両方向共にY字分岐のため、ホームは方向別で分けられている。トイレは駅構内にあり、男女共用和式の水洗式が一室のみ。
豊岡駅管理の簡易委託駅。窓口が設置されているが、早朝と夕方以降は営業しておらず無人駅となる

### のりば
| のりば | 路線     | 方向 | 行先                   |
| ------ | -------- | ---- | ---------------------- |
| 1      | 山陰本線 | 上り | 福知山・京都・大阪方面 |
| 2      | 山陰本線 | 下り | 和田山・豊岡方面       |

## 利用状況
2023年度の1日当たりの利用者数は222人であった。
近年の1日平均乗車人員の推移は以下の通り。
| 乗車人員推移       | 乗車人員推移    |
| 年度               | 1日平均乗車人員 |
| ------------------ | --------------- |
| 2000年（平成12年） | 195             |
| 2001年（平成13年） | 184             |
| 2002年（平成14年） | 172             |
| 2003年（平成15年） | 189             |
| 2004年（平成16年） | 180             |
| 2005年（平成17年） | 156             |
| 2006年（平成18年） | 155             |
| 2007年（平成19年） | 162             |
| 2008年（平成20年） | 181             |
| 2009年（平成21年） | 163             |
| 2010年（平成22年） | 153             |
| 2011年（平成23年） | 141             |
| 2012年（平成24年） | 143             |
| 2013年（平成25年） | 166             |
| 2014年（平成26年） | 143             |
| 2015年（平成27年） | 138             |
| 2016年（平成28年） | 135             |
| 2020年（令和2年）  | 108             |

## 駅周辺
駅前には通学の高校生のための自転車預かり所がある。旧山東町市街地とは与布土川を挟んで離れている。
- 国道9号
- 北近畿豊岡自動車道・山東IC
- 朝来市立梁瀬中学校
- イオン和田山ショッピングセンター
- ミニボートピア朝来

タクシー
- 旭タクシー

## 隣の駅
西日本旅客鉄道（JR西日本）
 山陰本線
上夜久野駅 - 梁瀬駅 - 和田山駅